# Sandalaris
Sandalaris (gr. Σανταλάρης, tur. Sandallar) – wieś na Cyprze, w dystrykcie Famagusta. Położona jest na terenie republiki Cypru Północnego.